# Day of Reckoning (album Pentagramu)
Day of Reckoning – drugi album studyjny doom metalowego zespołu Pentagram wydany w czerwcu 1987 roku przez wytwórnię Napalm Records.

## Lista utworów
1. „Day of Reckoning” – 2:43
2. „Broken Vows” – 4:38
3. „Madman” – 4:18
4. „When the Screams Come” – 3:43
5. „Burning Savior” – 9:08
6. „Evil Seed” – 4:39
7. „Wartime” – 5:22

## Twórcy
| Pentagram w składzie - Bobby Liebling – wokal, producent - Victor Griffin – gitara, producent - Martin Swaney – gitara basowa - Stuart Rose – perkusja (1-4, 6, 7) - Joe Hasselvander – perkusja (5) | Personel - Tim Kidwell – producent - Jim Ebert – inżynier dźwięku |